# Aéroport de Purnia
L’Aéroport de Purnia (code OACI : VEPU) est un aéroport situé à Purnia, dans l'État de Bihar, en Inde.

## Compagnie aériennes et destinations
L'aéroport accepte le fret et les passagers, il est desservit par Spirit Air Private Limited pour Purnia-Kolkata ou Purnia-Patna.

## Usage militaire
La base est utilisée par la Force aérienne indienne.

## Statistiques
Pour des raisons techniques, il est temporairement impossible d'afficher le graphique qui aurait dû être présenté ici.

Voir la requête brute et les sources sur Wikidata.